# Федорко, Николай Николаевич
Николай Николаевич Федорко (укр. Микола Миколайович Федорко; 3 февраля 1970, Бахмач, Черниговская область) — советский и украинский футболист, полузащитник. Позже — тренер. Провёл более двухсот матчей в Первой лиге Украины.

## Карьера футболиста
Начал карьеру футболиста в 1987 году в семнадцатилетнем возрасте в черниговской «Десне» (Вторая лига СССР), за которую провёл три игры. Следующий год отыграл в составе белоцерковского «Динамо». Во время прохождения службы в армии играл в киевском СКА. В 1991 году присоединился к северодонецкому «Химику», который выступал во Второй низшей лиге СССР, а после в Первой лиге Украины. Концовку сезона 1992/93 снова провёл в стане «Десны».
Летом 1993 года перешёл в хмельницкое «Подолье». Со временем Федорко стал капитаном команды. В сезоне 1995/96 стал лучшим бомбардиром «Подолья» в Первой лиге Украины с 15 забитыми голами. За результативность Федерация футбола Украины включила Николая в пятёрку лучших игроков турнира. В конце 1996 года он был на просмотре в киевском ЦСКА из Высшей лиги Украины и самарских «Крыльях Советов» из чемпионата России. В самарский клуб Николай не перешёл из-за цены трансфера.
Зимой 1998 года стал игроком «Полиграфтехники» из Александрии, которая также играла в Первой лиге. В сезоне 1999/00 вернулся в «Подолье» и вместе с командой стал серебряным призёром Второй лиги. Следующий сезон провёл в стане «Красилова» из Хмельницкой области. «Красилов» завоевал бронзовые награды Второй лиги 2000/01. В 2001 году играл за сумской клуб «Фрунзенец-Лига-99». В течение 2002 года выступал в любительском чемпионате Украины за «Лысоня» из Бережан и «Европу» из Прилук. Во второй половине сезона 2002/03 являлся игроком «Подолья» и вместе с командой стал бронзовым призёром Второй лиги.
Позже Федорко играл за различные любительские клубы: «Авианосец» (Чортков), «Искра-Подолье» (Теофиполь), «Заря» (Хоростков) и хмельницкие «Проскуров» и «Конфермат».

## Тренерская карьера
Летом 2008 года вошёл в тренерский штаб «Крымтеплицы» из Молодёжного, которую возглавлял Михаил Сачко. В октябре 2009 года — после отставки Геннадия Морозова, являлся исполняющим обязанности главного тренера. Федорко также возглавлял фарм-клуб «Крымтеплицы» «Спартпак». Также параллельно он играл за симферопольские любительские клубы ИТВ и КСХИ. В апреле 2011 года он вновь стал исполняющим обязанности главного тренера «Крымтеплицы». По итогам сезона 2010/11 молодёжненцы заняли четвёртое место в Первой лиге. Летом 2011 года стал главным тренером команды. В феврале 2012 года вместе с командой стал победителем Кубка Крымтеплицы. При Федорко его подопечный — защитник Артур Новотрясов, стал игроком основного состава, а позже выступал за команды Премьер-лиги Украины. В феврале 2012 года Николай Федорко покинул клуб.
С 2012 года по 2013 года являлся тренером в хмельницком «Динамо». В 2014 году возглавил хмельницкое «Подолье», которое выступало в любительском чемпионате Украины. В 2015 году в качестве игрока принимал участие в поединках «Подолья». Летом 2015 года он покинул клуб.

## Достижения
«Подолье»
- Серебряный призёр Второй лиги Украины: 1999/00
- Бронзовый призёр Второй лиги Украины: 2002/03

«Красилов»
- Бронзовый призёр Второй лиги Украины: 2000/01

## Статистика
| Сезон   | Клуб                              | Лига                    | Чемпионат | Чемпионат | Кубок | Кубок |
| Сезон   | Клуб                              | Лига                    | Игры      | Голы      | Игры  | Голы  |
| ------- | --------------------------------- | ----------------------- | --------- | --------- | ----- | ----- |
| 1987    | Десна                             | Вторая лига СССР        | 3         | 0         |       |       |
| 1988    | Динамо (Белая Церковь)            | Вторая лига СССР        | 12        | 2         |       |       |
| 1991    | Химик (Северодонецк)              | Вторая низшая лига СССР | 48        | 8         |       |       |
| 1992    | Химик (Северодонецк)              | Первая лига Украины     | 21        | 2         | 1     | 0     |
| 1992/93 | Химик (Северодонецк)              | Первая лига Украины     | 21        | 5         | 6     | 1     |
| 1992/93 | Десна                             | Первая лига Украины     | 14        | 4         |       |       |
| 1993/94 | Норд-АМ-ЛТД-Подолье (Хмельницкий) | Первая лига Украины     | 38        | 6         | 1     | 0     |
| 1994/95 | Подолье (Хмельницкий)             | Первая лига Украины     | 34        | 3         | 2     | 0     |
| 1995/96 | Подолье (Хмельницкий)             | Первая лига Украины     | 42        | 15        | 3     | 1     |
| 1996/97 | Подолье (Хмельницкий)             | Первая лига Украины     | 23        | 5         |       |       |
| 1997/98 | Подолье (Хмельницкий)             | Вторая лига Украины     | 17        | 3         | 2     | 0     |
| 1997/98 | Полиграфтехника                   | Первая лига Украины     | 21        | 4         |       |       |
| 1998/99 | Полиграфтехника                   | Первая лига Украины     | 19        | 0         | 2     | 0     |
| 1999/00 | Подолье (Хмельницкий)             | Вторая лига Украины     | 26        | 2         | 7     | 2     |
| 2000/01 | Красилов                          | Вторая лига Украины     | 18        | 0         | 1     | 0     |
| 2001/02 | Фрунзенец-Лига-99                 | Вторая лига Украины     | 16        | 0         |       |       |
| 2002/03 | Подолье (Хмельницкий)             | Вторая лига Украины     | 7         | 1         |       |       |

Источники:
- Статистика — Профиль на сайте FootballFacts.ru